# Kate Alexa
Kate Alexa Gudinski (nacida el 2 de marzo de 1988) es una cantante pop australiana y es hija del promotor de música, Michael Gudinski. Su primer éxito llegó en 2004 cuando su canción Always There fue incluida en la serie Home & Away del canal 7. Su segunda canción no alcanzó los resultados esperados, pero su tercer sencillo All I Hear entró en los primeros diez de la lista de sencillos de Australia, y permaneció en él 28 semanas.

## Vida y carrera musical

### 2001-2004: principios de su carrera
La carrera musical de Alexa comenzó cuando ella tenía 13 años y escribió su primera canción, después el año siguiente empezó a hacer demos. Colours Of The Rainbow fue su primera canción grabada. Alexa dijo que «era una canción muy graciosa». Después fue a firmar un contrato con record deal con Liberation Music en 2004.

### 2004-2006: Broken & Beautiful
En 2004 cuando Alexa estaba en el 11º año del instituto, su canción de debut Always There fue incluida en la serie Home & Away del canal 7. Esto fue una valiosa Promoción para Alexa, ya que muchos proyectores querían saber más de su canción. Esto fue muy gratificante para ella ya que esa canción significaba mucho para ella. En 2005, Alexa está terminando el 12.º año en el instituto cuando publicó su segunda canción My Day Will Come, una canción que cuenta como aprovechar un momento. También en 2005 se graduó sabiendo la importancia que tenía eso ya que ella quería dedicarse a la música para siempre. En su 18º cumpleaños en 2006 publicó su tercera canción Al I Hear, pero le diagnosticaron una mononucleosis y por eso, no pudo promocionar mucho su canción.La canción alcanzó el número nueve en el ARIA Singles Chart y Alexa declaró que  Tener una canción en el top 10 en un sensación increíble, significa mucho para mí que a la gente le guste esta canción. El 4 de septiembre Alexa publicó su cuarta canción Somebody Out There que estuvo en el top 30. Y el 23 de septiembre de 2006 publicó su tan esperado álbum de debut Broken & Beautiful, lo describió como un álbum en el que recoge sus reflexiones y algunos viajes a su pasado afirmó que todo lo que decía el álbum era cierto. Además, Kate, creó una de las mejores canciones, nombrada another now, que causó furor entre la gente y hoy por hoy es un sencillo muy digno de mención.

### 2011-presente: carrera reciente
En 2007, Alexa escribió y grabó 12 canciones más. Y sacó dos canciones de su álbum Broken & Beautiful para la serie de televisión H2O: Just Add Water, que se publicó en Australia el 8 de septiembre de 2007. Después del 2007, Alexa se asoció a los productores australianos Molly Meldrum y EE. UU.. Teardrops es la primera canción de su nuevo álbum que se publicó en 2008. Todavía no hay ningún detalle de su nuevo álbum, pero Alexa en su MySpace dice que ha estado trabajando en él cuando ha estado en Los Ángeles, New York y Londres y lo describe como un 'pop raro'. Y además el tema principal de H2O: JUST ADD WATER va a ser publicado en más de 120 países. Su primer álbum Broken & Beautiful fue publicado en Japón el 16 de abril de 2008, con dos canciones más, 'Walk On' y una versión acústica de 'Always There'.
En febrero y marzo de 2008, Kate apoyo a Cyndi Lauper en su tour nacional por Australia. En su gira afirmó que tal vez en su nuevo álbum haya tres nuevas canciones, 'Nothing Compares', 'Cherry Pop' y 'Hit By Love'.
En enero del 2011 dio a conocer su nuevo sencillo, Infatuation, el que debutó en el puesto 14 en el UK Club. Alexa firmó con el mánager Chris Herbert, quien ha trabajado con estrellas como las Spice Girls. Su segundo álbum de estudio Infatuation se lanzó en agosto de 2012.

## Discografía

### Álbumes
En estudio
- Broken & Beautiful (2006)
- Infatuation (2012)

Bandas sonoras
- H2O: Just Add Water (Series 2) (2007)

### Sencillos
| Año  | Título                            | Mejores posiciones | Álbum               |
| Año  | Título                            | AUS                | Álbum               |
| ---- | --------------------------------- | ------------------ | ------------------- |
| 2004 | "Always There"                    | 16                 | Broken & Beautiful  |
| 2005 | "My Day Will Come"                | 24                 | Broken & Beautiful  |
| 2006 | "All I Hear"                      | 9                  | Broken & Beautiful  |
| 2006 | "Somebody Out There"              | 21                 | Broken & Beautiful  |
| 2006 | "Better than You"1                | —                  | Broken & Beautiful  |
| 2008 | "Teardrops" (featuring Baby Bash) | 26                 | Sencillos sin álbum |
| 2011 | "Infatuation"                     | —                  | Infatuation         |
| 2011 | "X-Rated"                         | —                  | Infatuation         |
| 2012 | "I'm Falling"                     | —                  | Infatuation         |
| 2012 | "I Deny"                          | —                  | Infatuation         |

1 Only released in Australia as a radio single.